# Stefan Martyka
Stefan Wacław Martyka (ur. 7 września 1909 w Bochni, zm. 9 września 1951 w Warszawie) – polski aktor i działacz teatralny, komunistyczny propagandzista w Polskim Radiu na przełomie lat 40. i 50., zabity przez żołnierzy zbrojnego podziemia antykomunistycznego.

## Życiorys
Był synem robotnika Stefana (w 1914 zaginął podczas I wojny światowej), i Marii z Bigajów. W rodzinnej Bochni ukończył gimnazjum, po czym podjął studia na Wydziale Prawa Uniwersytetu Jagiellońskiego, które przerwał wobec zagrożenia gruźlicą. W 1932 ukończył szkołę dramatyczną w Warszawie. 

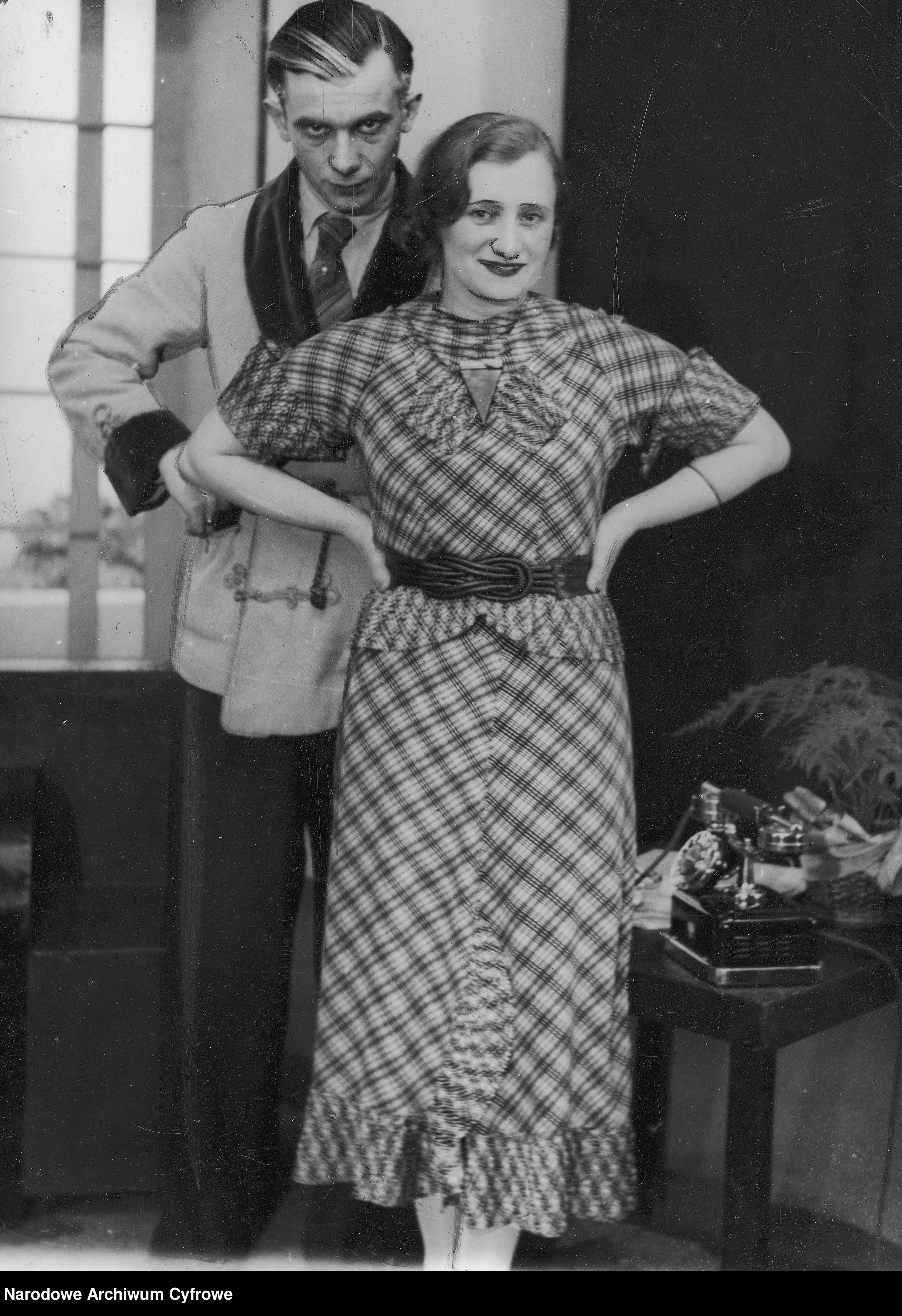
Halina Gallowa i Stefan Martyka w jednej ze scen sztuki "Mecz małżeński" wystawionej w Teatrze Miejskim Kameralnym w Częstochowie

Był niewyróżniającym się aktorem kolejno: w Teatrze na Pohulance w Wilnie, w Teatrze Miejskim Kameralnym w Częstochowie, w Teatrze Polskim im. Stanisława Wyspiańskiego w Katowicach i ponownie w Wilnie. 
Podczas okupacji niemieckiej, którą spędził w Wilnie, współorganizował (wraz z Mieczysławem Szpakiewiczem) i prowadził konspiracyjne Studio Dramatyczne oraz prowadził wieczory artystyczne. Miał także zostać członkiem oddziału Armii Krajowej. 
Po wkroczeniu Armii Czerwonej w 1944 został dyrektorem Teatru Muzycznego „Lutnia”. W styczniu 1945 jako repatriant przyjechał do Lublina, gdzie poznał Arnolda Szyfmana, dyrektora Teatru Polskiego. Na jego zaproszenie przyjechał do Warszawy i został jego prawą ręką. Najprawdopodobniej za jego namową zgodził się wstąpić do PZPR. Szyfman liczył być może, że człowiek partii u jego boku złagodzi niechętny stosunek Ministerstwa Kultury i Sztuki do kierownictwa Teatru Polskiego. Tak się jednak nie stało i w 1948 Szyfman został pozbawiony stanowiska. Nowym dyrektorem został w 1949 roku Martyka. Ta decyzja personalna budzi kontrowersje. M.in. publicysta Jerzy S. Majewski sugerował w tekście Działać na ludzi, na ich serca, opublikowanym w „Gazecie Stołecznej” 24 stycznia 2014, że Martyka "wygryzł" Szyfmana. Spotkało się to z kolei z ostrą reakcją aktora i publicysty Witolda Sadowego, który w liście otwartym do tego pierwszego zapewnia o lojalności Martyki wobec Szyfmana. Martyka zresztą stracił tę posadę już po jednym sezonie – we wrześniu 1950. Pełnił też wysokie funkcje w Ministerstwie Kultury i Sztuki. Był najpierw zastępcą dyrektora, a następnie dyrektorem Departamentu Teatrów w Ministerstwie Kultury i Sztuki.
Martyka był dwukrotnie żonaty. Z pierwszego małżeństwa (z aktorką Marią Sierską), które rozpadło się tuż po wojnie, miał córkę – Teresę (późniejszą dziennikarkę Polskiego Radia). W Teatrze Polskim poznał swą drugą żonę, znaną aktorkę Zofię Lindorfównę, niegdyś zamężną z Józefem Węgrzynem. Oboje mieli córkę Teresę, w 1951 mającą 8 lat.

## Fala 49
Martyka zasłynął, prowadząc audycję w Polskim Radiu znaną jako Fala 49. Pojawiała się ona nieregularnie, przerywając inne programy, z reguły muzyczne. Jej zapowiedź stylizowana była na komunikat wojskowy: Tu Fala 49, tu Fala 49. Włączamy się. Audycja miała charakter polityczny i propagandowy. Martyka uzasadniał w niej m.in. procesy polityczne wytaczane byłym akowcom. Piętnował też „imperializm” Stanów Zjednoczonych i innych krajów zachodnich. 
Według swojej żony Martyka był jedynie przypadkowym narzędziem, tarczą, speakerem, głosem. Nie pisał swoich tekstów, lecz otrzymywał je tuż przed audycją, a jego praca ograniczała się do ich odczytania na antenie. Ówczesny wiceminister kultury Włodzimierz Sokorski utrzymywał jednak, że Martyka był zaangażowany w pracę ideowo i sam pisał swoje wystąpienia. Tak czy inaczej, Martyka stał się dla wielu symbolem propagandy komunistycznego reżimu, symbolem kolaboracji.
Marek Hłasko w „Pięknych dwudziestoletnich” opisywał go: 

Niejaki Stefan Martyka, aktorzyna trzeciorzędny, który prowadził w Polskim Radiu audycję pod tytułem »Fala 49«. Bydlę to włączało się przeważnie w czasie muzyki tanecznej, mówiąc: »Tu Fala 49, tu Fala 49. Włączamy się«. Po czym zaczynał opluwanie krajów imperialistycznych; przeważnie jednak wsadzał szpilki w pupę Amerykanom, mówiąc o ich kretynizmie, bestialstwie, idiotyzmie i tego rodzaju rzeczach – następnie kończył swą tyradę słowami: »Wyłączamy się«.

## Zamach
W niedzielę 9 września 1951 czterech członków podziemnej organizacji „Kraj”: Ryszard Cieślak, Lech Śliwiński, Tadeusz Kowalczuk i Bogusław Pietrkiewicz przyjechało pociągiem do Warszawy. Około godz. 6 otrzymali od Krystyny Metzger adres mieszkania Martyki, do którego dotarli pieszo dwie godziny później. Otworzyła im jego gospodyni. Zamachowcy wtargnęli do środka, podając się za członków rzekomej organizacji ZMK. Dotkliwie pobili żonę Martyki Zofię Lindorfównę i gosposię. Jego samego Ryszard Cieślak najpierw ogłuszył uderzeniem rękojeścią pistoletu, a następnie postrzelił w głowę. Martyka zmarł po kilkunastu minutach. Zamachowcy uciekli z mieszkania i rozdzielili się. Każdy z nich na własną rękę dotarł do dworca Warszawa Śródmieście i wrócił do miejsca zamieszkania. 

## Śledztwo
Śledztwo w sprawie zamachu miało dla władz priorytetowy charakter. Prowadził je pułkownik Józef Różański – szef departamentu śledczego MBP. W sprawę zaangażowane były także departamenty: III (zajmujący się zwalczaniem zbrojnego podziemia) i V (zajmujący się organizacjami, związkami i partiami politycznymi). Aresztowano wiele zupełnie niewinnych osób – ofiar sąsiedzkich donosów lub byłych akowców związanych w jakikolwiek sposób z teatrem. 
W czerwcu 1952 troje członków organizacji „Kraj” usiłowało włamać się do mieszkania posła na Sejm Hieronima Dobrowolskiego. Jedna z jego sąsiadek zauważyła, że na korytarzu stoją uzbrojeni mężczyźni i zaczęła krzyczeć. Niedoszli zamachowcy zbiegli. Przypadkowi przechodnie pochwycili jednak towarzyszącą im kobietę – Krystynę Metzger, która pracowała jako korektorka w redakcji „Sztandaru Młodych”. Metzger załamała się w trzecim dniu przesłuchań. Podała całą znaną sobie strukturę organizacji „Kraj” i jej szefa – Zenona Sobotę. Przyznała także, że to ona przypadkowo odkryła, gdzie mieszka Stefan Martyka. Wkrótce aresztowano wszystkich uczestników zamachu. Nastąpiła także kolejna fala aresztowań – tym razem autentycznych i domniemanych członków „Kraju”. Do 7 lipca 1952 organizacja przestała istnieć – aresztowano 111 jej członków – głównie studentów i uczniów. O ujęciu sprawców zabójstwa Stefana Martyki poinformowano publicznie pod koniec sierpnia 1952.
Popularna plotka głosiła, iż Martykę zastrzelono z zemsty za donoszenie Gestapo na członków wileńskiego AK w czasie wojny. Wedle innej wersji byli akowcy z Wilna postanowili go uciszyć prewencyjnie, obawiając się represji ze strony nowych władz. Nigdy jednak nie ustalono, czy Martyka w ogóle działał w AK. Najbardziej prawdopodobną przyczyną zamachu wydaje się chęć uderzenia w symbol komunistycznej propagandy.

## Reakcje
Śmierć Martyki władze wykorzystały propagandowo. Prasa komunistyczna informowała, iż Martyka zginął na posterunku zamordowany przez faszystowskich zbirów, a jednocześnie podkreślano w tej sprawie hitlerowsko-amerykańskie i imperialistyczne tło świata zachodniego. Szybko ustalono, że wykonawcy zamachu mieli kontakty z Ośrodkiem Informacyjnym Ambasady USA, co podkreślano w antyamerykańskiej propagandzie tego okresu. Żołnierzy podziemia okrzyknięto faszystami, anglosaskimi agentami. Znana propagandzistka tego okresu Wanda Odolska pisała w „Trybunie Ludu”: Zastrzelili Stefana Martykę. Udało się. Udało się dlatego, że my wszyscy od sześciu lat przywykliśmy żyć w klimacie praworządności, bezpieczeństwa i spokoju. [...] Napad był ordynarnym zamachem bandyckim. Głos Stefana Martyki na radiowej »Fali 49« niósł daleko w eter prawdę. Twardo i ostro Stefan Martyka wypowiadał każde słowo, w które wierzył. Słowa oburzenia o trupach koreańskich dzieci, o nieszczęsnym Murzynie Mac Ghee, słowa gniewu, gdy wymieniał z imienia i nazwiska morderców gestapowskich, przywracanych do łask i zapraszanych do sztabów anglo-amerykańskich.
12 września 1951 w Teatrze Polskim odbyła się akademia żałobna poświęcona Martyce, a w kilkudziesięciu zakładach pracy zorganizowano tzw. „masówki” honorujące jego osobę. Podobny odzew nadszedł z placówek kulturalnych w całym kraju. 13 września 1951 trumna ze zwłokami zmarłego została wystawiona na widok publiczny w sali Teatru Polskiego, po czym tego samego dnia odbył się pogrzeb. Aktor został pochowany w grobowcu rodziny Lindorfów na cmentarzu Powązkowskim w Warszawie (kwatera 53-4-16).

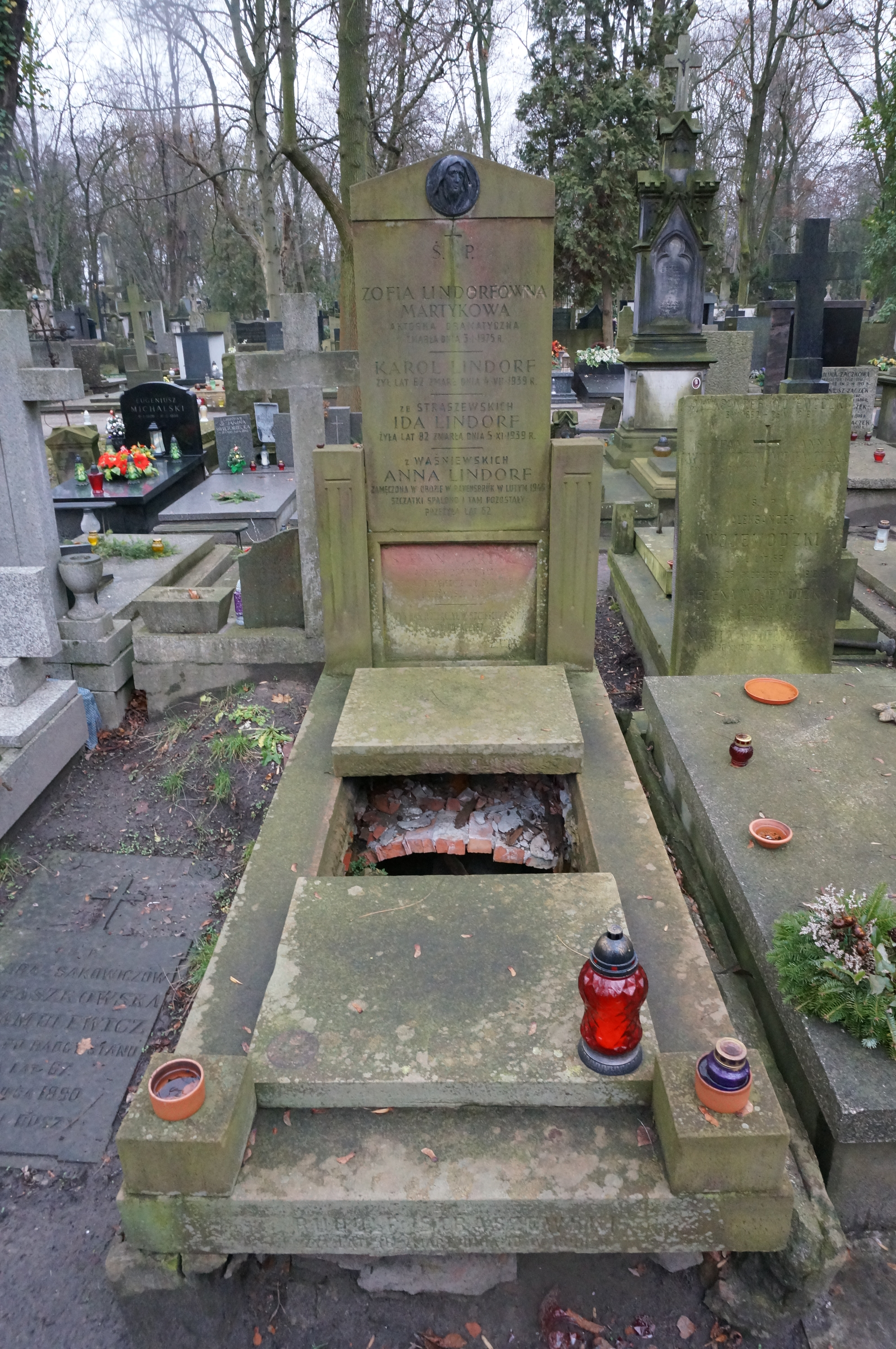
Grób Zofii Lindorfówny i Stefana Martyki na cmentarzu Powązkowskim

## Konsekwencje zamachu
Audycja „Fala 49” została na antenie. Wkrótce przekształcono ją w program „Fala 49 odpowiada”, w którym dziennikarze PR odpowiadali (zgodnie z duchem ówczesnej propagandy) na niektóre, często bardzo krytyczne wobec władz, listy radiosłuchaczy. Program ten pełnił rolę wentyla bezpieczeństwa – namiastki wolności słowa. 
Wykonawcy zamachu złożyli obszerne wyjaśnienia i przyznali się do jego dokonania. Proces trwał od 18 do 22 września 1952 przed Wojskowym Sądem Rejonowym w Warszawie. Na ławie oskarżonych zasiedli Krystyna Metzger, Ryszard Cieślak, Lech Śliwiński, Tadeusz Kowalczuk, Bogusław Pietrkiewicz, Maria Karska (żona oficera WP w II RP), Stanisław Hrywniak i Kazimierz Ickowicz. Oskarżycielem był prokurator ppłk Henryk Ligięza. Wyrokiem warszawskiego WSR z 22 września 1952 Metzger, Cieślak, Śliwiński, Kowalczuk i Pietrkiewicz zostali skazani na karę śmierci, Karska na karę dożywotniego pozbawienia wolności, zaś Ickowicz i Hrywniak na karę 15 lat pozbawienia wolności. Karę śmierci dla Metzger zamieniono na karę dożywotniego pozbawienia wolności, gdyż okazało się, że jest w ciąży. 13 maja 1953 stracono czterech wykonawców likwidacji Martyki w więzieniu na Rakowieckiej. Odrębne procesy wytaczano innym członkom „Kraju”. Ukrywający się twórca organizacji, Zenon Sobota, popełnił samobójstwo podczas próby zatrzymania.
W maju 1993 wyrok na wykonawców zamachu na Martykę został unieważniony w części dotyczącej działalności w „Kraju”. Sąd odmówił jednak uwolnienia zamachowców od winy za morderstwo. W uzasadnieniu napisano: „Nie da się usprawiedliwić zamachu terrorystycznego, jakim było zastrzelenie we własnym mieszkaniu Stefana Martyki, ponieważ poświęcone dobro, którym było życie ludzkie, pozostało w rażącej dysproporcji do dobra, które zamierzano uzyskać. Zastrzelenie Stefana Martyki nie było gestem obronnym, lecz aktem terroru politycznego, który nie był i nie może być w przyszłości, jako środek politycznego działania, dopuszczony. Stefan Martyka był aktywnym propagatorem obcej i narzuconej społeczeństwu polskiemu ideologii i niewątpliwie wpływał przez swoją działalność na kształtowanie opinii publicznej. Bez względu jednak na ocenę tej działalności, ograniczała się ona wyłącznie do sfery ideologicznej”.

## Ordery i odznaczenia
- Krzyż Oficerski Orderu Odrodzenia Polski (pośmiertnie, 11 września 1951)[20][21]
- Srebrny Krzyż Zasługi (16 stycznia 1946)[22]